# Cruzan Rum
Cruzan Rum er producent af rom på Saint Croix, U.S. Virgin Islands, det tidligere Dansk Vestindien.
Destilleriet er grundlagt i 1760 og hævder at være "det mest velansete rom-destilleri i verden" (the most honored rum distillery in the world).
Cruzan Rum er i dag ejet af Beam Global Spirits & Wines, INC., der er en del af Fortune Brands. Destilleriet har i 8 generationer været drevet af familien Nelthropp på trods at stiftende ejerskab til virksomheden.
Virksomheden var de første til at markedsføre aromatiseret romlikør, der i dag består af 9 eksotiske smagsvarianter.
Cruzan Rum markedsfører bl.a. følgende produktportefølje,
- Cruzan Estate Light: lagret 2år.
- Cruzan Estate Dark: lagret to år, fås med en alkoholprocent på 40% og 75,5%.
- Cruzan Estate Diamond: lagret fem år.
- Cruzan 151°
- Cruzan Single Barrel: lagret op til 12 år.

Vinder af "World's Best Rum" ved World Spirits Competition i San Francisco i 2000.
- Cruzan Tropical Rums

Fås i følgende smagsvarianter, hindbær, kokosnød, mango, vanilje, ananas, banan, kirsebær, citrus, og guava.
- Cruzan Rum Cream: et blandingsprodukt mellem lys Cruzan Rum, Cream likør, karamel, vanilje og andre aromaer.